# Batalla de Ladocea
La Batalla de Ladocea fue un enfrentamiento en 227 a. C. entre las fuerzas de Esparta y la Liga Aquea durante la Guerra de Cleómenes.

## Antecedentes
En 229 a. C. Cleómenes III comenzó la guerra entre Esparta y la Liga Aquea. La lucha continuó con éxito variable, cuando en 227 a. C. los espartanos liderados por Cleómenes invadieron Megalópolis y ocuparon el pueblo de Leuctra. Los aqueos dirigidos por Arato de Sición enviaron un ejército para ayudar a Megalópolis.

## La batalla
Las tropas enemigas se encontraron en los muros de la ciudad de Ladocea en Megalópolis. A pesar de que Cleómenes lanzó un reto a Arato, el strategos de la liga aquea, que debido a la superioridad numérica de los espartanos evitó el enfrentamiento, pero no permitió que el enemigo atacara Megalópolis.
Las tropas aqueas salieron y atacaron a los espartanos en su campamento e incluso los dispersaron de sus tiendas, pero Arato no comandaba el ejército principal, y adoptó una posición fuerte en una zanja en el medio, que le impidió moverse.
Lidíadas de Megalópolis que también era strategos de la Liga, y comandante de caballería en la batalla, estaba muy indignado con la decisión de Arato, cubriéndole de insultos, y comenzó a reunir a sus jinetes para apoyar la persecución de los enemigos, y expulsarlos del territorio de su patria. Encontrándose con un destacamento, Lidiadas golpeó en el ala derecha de las tropas espartanas poniéndolo en fuga. Sin embargo, la Liga llevó a los espartanos a un lugar difícil, bordeado de una serie de barrancos, donde la ventaja de la caballería aquea desapareció. Al darse cuenta de esto, Cleómenes envió de inmediato a las tropas tarentinas y cretenses a atacar. Lidiadas, a pesar de resistir ferozmente, fue asesinado. Los espartanos, envalentonados por lo sucedido, cargaron contra el cuerpo principal de las fuerzas aqueas y vencieron a la totalidad del ejército.

## Consecuencias
Los aqueos sufrieron una gran derrota y sufrieron grandes pérdidas; también había muerto en la batalla Lidiadas. Antes de esta batalla, los aqueos tenían la ventaja frente a los espartanos; ahora la ventaja era transferida en gran medida a Cleómenes. Arato fue acusado de traicionar a su oponente político, y pese a su pequeña victoria sobre los espartanos en Orcómeno al siguiente año, se negó a dejar su cargo a Timoxeno.
Gracias a su victoria Cleómenes elevó considerablemente su prestigio entre los espartanos, e inicio sus reformas en Esparta.

## Literatura
- Plutarco, "vidas paralelas. Cleómenes
- Plutarco, "vidas paralelas. Arato

- Datos: Q4087437